# Rimling
Rimling és un municipi francès, situat al departament del Mosel·la i a la regió del Gran Est. L'any 2007 tenia 509 habitants.

## Demografia

### Població
El 2007 la població de fet de Rimling era de 509 persones. Hi havia 192 famílies, de les quals 36 eren unipersonals (8 homes vivint sols i 28 dones vivint soles), 48 parelles sense fills, 88 parelles amb fills i 20 famílies monoparentals amb fills.
La població ha evolucionat segons el següent gràfic:
Habitants censats

### Habitatges
El 2007 hi havia 221 habitatges, 194 eren l'habitatge principal de la família, 5 eren segones residències i 22 estaven desocupats. 176 eren cases i 44 eren apartaments. Dels 194 habitatges principals, 175 estaven ocupats pels seus propietaris, 16 estaven llogats i ocupats pels llogaters i 3 estaven cedits a títol gratuït; 2 tenien dues cambres, 11 en tenien tres, 25 en tenien quatre i 156 en tenien cinc o més. 188 habitatges disposaven pel capbaix d'una plaça de pàrquing. A 65 habitatges hi havia un automòbil i a 113 n'hi havia dos o més.

### Piràmide de població
La piràmide de població per edats i sexe el 2009 era:
| Homes | Edats   | Dones |
| ----- | ------- | ----- |
| 0     | 95 o +  | 0     |
| 0     | 90 a 94 | 4     |
| 4     | 85 a 89 | 4     |
| 0     | 80 a 84 | 0     |
| 0     | 75 a 79 | 8     |
| 12    | 70 a 74 | 8     |
| 12    | 65 a 69 | 20    |
| 16    | 60 a 64 | 12    |
| 16    | 55 a 59 | 12    |
| 16    | 50 a 54 | 20    |
| 20    | 45 a 49 | 20    |
| 16    | 40 a 44 | 28    |
| 12    | 35 a 39 | 12    |
| 28    | 30 a 34 | 12    |
| 32    | 25 a 29 | 24    |
| 4     | 20 a 24 | 24    |
| 32    | 15 a 19 | 16    |
| 12    | 10 a 14 | 16    |
| 8     | 5 a 9   | 4     |
| 20    | 0 a 4   | 16    |

## Economia
El 2007 la població en edat de treballar era de 340 persones, 236 eren actives i 104 eren inactives. De les 236 persones actives 219 estaven ocupades (127 homes i 92 dones) i 17 estaven aturades (8 homes i 9 dones). De les 104 persones inactives 37 estaven jubilades, 20 estaven estudiant i 47 estaven classificades com a «altres inactius».

### Ingressos
El 2009 a Rimling hi havia 209 unitats fiscals que integraven 529 persones, la mediana anual d'ingressos fiscals per persona era de 20.931 €.

### Activitats econòmiques
Dels 6 establiments que hi havia el 2007, 1 era d'una empresa de fabricació d'altres productes industrials, 1 d'una empresa de construcció, 2 d'empreses de comerç i reparació d'automòbils, 1 d'una empresa de transport i 1 d'una empresa financera.
Dels 3 establiments de servei als particulars que hi havia el 2009, 1 era una oficina bancària, 1 guixaire pintor i 1 electricista.
L'any 2000 a Rimling hi havia 10 explotacions agrícoles.

## Equipaments sanitaris i escolars
El 2009 hi havia 1 escola maternal i 1 escola elemental.

## Poblacions més properes
El següent diagrama mostra les poblacions més properes.